# لويزة دقيقة الأوراق
لويزة دقيقة الأوراق (الاسم العلمي: Aloysia leptophylla) هو نوع نباتي يتبع جنس اللويزة من فصيلة اللويزية.